# Martin Sprungala
Martin Sprungala (né le 21 février 1962 à Dortmund et mort le 5 mai 2023) est un historien et fonctionnaire allemand

## Biographie
Il étudie l'histoire, la géographie et l'histoire de l'Europe de l'Est à Bochum. Depuis 2001, il travaille pour l'équipe régionale Weichsel-Warthe (de) en tant que responsable des relations publiques et depuis 2010, il en est président (porte-parole fédéral). Il est rédacteur en chef du bulletin mensuel « Weichsel-Warthe » et membre fondateur de la « Société historique allemande (DGV) du Posener Landes e.V. » ainsi que rédacteur du supplément « Posener Blatter » dans le Posener Stimme.

## Publications (sélection)
- Die deutsche Klostersiedlung Mauche (Mochy) und das Primenter Land (in Großpolen, Wielkopolska) zwischen Ethnizität und Konfessionalität. Langwaden 2000,  (ISBN 3-934551-08-4).
- Historisches Ortsverzeichnis der Prowinz Posen und der Wojewodschaft Poznań (Posen). Dortmund 2006, (OCLC 948533472).
- Wsie na pograniczu głogowsko-wielkopolskim. Zarys dziejów wybranych miejscowości. Sława 2010,  (ISBN 978-83-932235-0-3).
- Chronik des Posener Landes unter preußischer Herrschaft (erweitert bis 1945). Lüneburg 2015, (OCLC 1002847055).